# Cordyligaster septentrionalis
Cordyligaster septentrionalis är en tvåvingeart som beskrevs av Townsend 1909. Cordyligaster septentrionalis ingår i släktet Cordyligaster och familjen parasitflugor. Inga underarter finns listade i Catalogue of Life.